# Herschel űrtávcső
A Herschel űrtávcső (eredetileg FIRST: Far Infrared and Submillimeter Telescope) egy, az Horizon 2000 program keretében indított csillagászati műhold, amely infravörös tartományban működött. Az indításra 2009. május 14-én került sor Ariane–5 rakéta segítségével, a Planck műhold társaságában. A Herschel a Nap-Föld rendszer L2 Lagrange-pontjában kering a Nap körül. Az eszköz a híres német-angol csillagászról, William Herschelről kapta a nevét.
A valaha űrbe juttatott legnagyobb átmérőjű teleszkóp (3,5 m). Képes volt az űr leghidegebb és legporosabb objektumait is megfigyelni, így például azokat a poros galaxisokat, ahol nemrég indult be a csillagképződés. A James Webb űrtávcsőig a Herschel volt a legnagyobb infravörös űrtávcső. Küldetését 2013-ban fejezte be, miután 2300 liternyi héliumkészlete elfogyott.

## Küldetés
A május 14-i indítás után az első felvételek (a Messier 51 spirálgalaxisról) június 14-én készültek. A Herschel feladata a Naprendszerben és a Tejútrendszerben található égitestek megfigyelése volt, de akár több milliárd fényév távolságra lévő extragalaktikus objektumokat, például újszülött galaxisokat is vizsgált. Négy elsődleges kutatási témát vizsgált: a galaxisok kialakulását a korai univerzumban, a csillagkeletkezés és a csillagközi közeg kölcsönhatását, a Naprendszer égitestjeinek légkörét és kémiai összetételét, a világegyetem molekuláris kémiáját. Működése során a Herschel több mint 35 ezer tudományos megfigyelést végzett, és 600 különböző megfigyelési program több mint 25 ezer órányi tudományos adatát gyűjtötte össze.
A HIFI műszer működésében rendellenességet észleltek 2009. augusztus 3-án, az ellenőrzési fázisban, ezért a műszert leállították 2010. január 18-ig.

## Műszerei
Az űrtávcső a teljes távoli infravörös és a szubmilliméteres hullámhossz-tartományt lefedte. A műhold fedélzetén egy 3,5 méter átmérőjű Ritchey–Chrétien-távcső helyezkedett el. A távcső által begyűjtött fényt három műszer fogadta, amelyeket -271 °C hőmérsékleten tartottak. A műszereket több mint 2300 liter folyékony hélium hűtötte. Az űreszköz által szállított hélium korlátozott mennyisége behatárolta a működési időtartamát.
Az űrtávcső műszerei:

### HIFI (Heterodyne Instrument for Far Infrared)
Nagy felbontású spektrográf, mely a távoli infravörös tartományban, 157-212 és 240-625 mikrométeren működött.

### PACS (Photodetecting Array Camera and Spectrometer)
Kamera és közepes felbontású spektrométer, amely az 55 és 210 mikrométer közötti hullámhossz-tartományt fedte le. A műszert a Max Planck Földönkívüli Fizikai Intézet tervezte. R=1000-5000 közötti spektrális felbontása lehetővé tette az akár -63 dB erősségű jelek érzékelését.

### SPIRE (Spectral and Photometric Imaging Reciever)
Kamera és kis felbontású spektrométer, 194-672 mikrométeres hullámhosszon.

## Működése
A Herschel műszereit közel abszolút nulla fokos hőmérsékleten tartották, két okból: egyrészt az érzékelők csak alacsony hőmérsékleten működnek jól, másrészt fontos, hogy a szonda célkitűzésének megfelelően csak a külső világűr felől érkező távoli infravörös elektromágneses sugárzást mérje, ne pedig a sokkal közelebbi, saját berendezéseiből eredő hőt. Az alacsony hőmérsékletet szuperfolyékony héliummal mint hűtőközeggel érte el. A rendelkezésre álló hélium hűtőközeg elpárolgása után a műszerek felmelegedtek és a küldetés 2013-ban véget ért.
A Herschel tudományos kutatásra fordítható tervezett élettartama kb. 7000 óra volt évente. A kétirányú kommunikációról egy földi állomás gondoskodott, ami Perth közelében található (Ausztrália).
A nemzetközi kutatóközösség számára az idő 2/3-ában volt „nyitott”, ezt a javaslatok versenyeztetésével tették elérhetővé.

## Tudományos eredmények
A Herschelnek nagy szerepe volt a csillagkeletkezési folyamat egy ismeretlen fázisának azonosításában. Az NGC 1999 köd közepén egy hatalmas, üres területet azonosítottak, majd erősítettek meg földi távcsövekkel: erről az üres területről korábban úgy gondolták, hogy sötét köd. A felfedezés új megvilágításba helyezte azt a folyamatot, amelynek során az újonnan kialakuló csillagrégiók eldobják az őket körülvevő anyagot.
A Herschel űrtávcső első adatainak köszönhető tudományos eredményekből 152 tanulmányt közölt 2010 júliusában az Astronomy and Astrophysics című szaklap különszáma.
Az Astronomy and Astrophysics második különszáma 2021 októberében jelent meg. Ezt a lapszámot a HIFI műszer eredményeinek szentelték, mivel az egy műszaki hiba miatt 2009 augusztusa és 2010 februárja között hat hónapon át nem működött.
2011. augusztus 1-jén egy kutatócsoport beszámolt arról, hogy a Herschel segítségével határozott megerősítést nyert, hogy a molekuláris oxigén megtalálható az űrben. Ez volt a második alkalom, hogy molekulát találtak az űrben. A felfedezést korábban a svéd Odin (műhold) kutatócsoportja tette közzé.
A Nature című szaklap 2011 októberében tett közzé egy tanulmányt, amely szerint a Herschellel a 103P/Hartley üstökösben mért deutériumszintek arra utalnak, hogy a földi víz nagy része üstökösökből származik. 2011. október 20-án közzétették, hogy egy fiatal csillag akkréciós korongjában óceánnyi mennyiségű hideg vízgőzt találtak. A kialakulóban lévő csillagok környezetében talált meleg vízgőzzel ellentétben a hideg vízgőz alkalmas lehet üstökösöket alkotni, amelyek aztán vizet hozhatnának a Földre.
A Herschel kutatócsoportja 2013. április 18-án tette közzé a Nature hasábjain, hogy azonosított egy különleges csillagontó galaxist, amelyben több mint 2000 naptömegnyi csillag keletkezik évente. A HFLS3 jelzésű galaxis z=6,34 vöröseltolódású, vagyis az Ősrobbanás után 880 millió évvel már létezett.
Néhány nappal a küldetés befejeződése előtt az Európai Űrügynökség (ESA) bejelentette, hogy a Herschellel végzett megfigyelések alapján a Shoemaker-Levy 9 üstökös 1994-es becsapódása szállította a vizet a Jupiterre.
2014. január 22-én az ESA kutatói a Herschel adatait felhasználva arról számoltak be, hogy a kisbolygóöv legnagyobb égitestjén, a Ceres törpebolygón első alkalommal mutatták ki vízgőz jelenlétét. A felfedezés azért volt váratlan, mert általában az üstökösök, nem pedig az aszteroidák szoktak pöfékelni, gőzt kibocsátani. Az egyik kutató így kommentálta a felfedezést: "Egyre jobban elmosódik a határvonal az üstökösök és a kisbolygók között."

### Magyar oldalak
- Kereszturi, Ákos: Két nagy űrtávcsövet indít Európa csütörtökön - Herschel: az eddigi legjobb infravörös űrtávcső. [Origo] Világűr, 2009. május 14. (Hozzáférés: 2009. május 14.)

### Külföldi oldalak
- HERSCHEL  Exploring the formation of galaxies and stars
- Herschel Telescope az ESA oldalán
- Herschel Space Observatory a NASA oldalán
- http://www.esa.int/science/herschel